# MKS Andrychów
MKS Andrychów – polski klub siatkarski z Andrychowa.

## Historia
Przemiany ustrojowe po roku 1989 nie sprzyjały rozwojowi klubu. Istniało wprawdzie pięć sekcji sportowych, w tym sekcja piłki siatkowej, lecz zaniechano szkolenia w najmłodszych kategoriach wiekowych z powodu trudności finansowych. Właśnie w takiej atmosferze we wrześniu 1994 r. z inicjatywy byłych zawodników "Beskidu" oraz sympatyków piłki siatkowej założono Międzyszkolny Klub Sportowy (MKS) Andrychów. Powstał on jako alternatywa dla działalności piłki siatkowej KS "Beskid". Celem działalności MKS było szkolenie dzieci i młodzieży szkolnej w piłce siatkowej.
W sezonie 1994/1995 klub zaczął pracę z młodzieżą. Szkolenie w grupach młodziczek i młodzików oraz w kategorii wczesnego szkolenia tj. klas IV - V uczniów za szkół podstawowych. Zespół młodziczek trenowany przez Jana Zarembę zdobył tytuł mistrza województwa natomiast drużyna młodzików prowadzona przez Grzegorza Gacka zajęła w tych rozgrywkach II miejsce.
W sezonie 1995/1996 drużyna występowała w IV lidze. Następnie w sezonie 1998/1999 drużyna awansowała do III ligi kobiet. 2002/2003 sezon był przełomowy. Drużyna kobieca, podobnie jak męska grała w II lidze kobiet. Awans został wywalczony pod okiem Jana Zaremby. W tym sezonie drużynę przejął Jan Zaremba, a jego asystentem został Roman Rupik. W sezonie 2003/04 zespół wywalczył 5. miejsce. W następnym sezonie trenerzy zamienili się rolami. Pod okiem Romana Rupika drużyna zajęła 3. pozycję. W następnym sezonie zajęła już 1. miejsce w grupie i w play-offach o awans przegrała z AZS Białystok. W sezonie 2006/2007 drużyna powtórzyła to osiągnięcie tym razem przegrywając z Budowlanymi Toruń. 
Od sezonu 2007/2008 drużynę przejął Piotr Targosz i pod jego okiem siatkarki z Andrychowa wywalczyły awans do I ligi pokonując w finale MOSiR Mysłowice. Po udanym sezonie, w lipcu, zarząd postanowił sprzedać miejsce w I lidze TSP Rumia. 
W sezonie 2008/2009 trenerem ponownie został Roman Rupik, który mając pod opieką zaledwie 9 dziewcząt, doprowadził drużynę do play-offów o utrzymanie. Po dwóch gładko wygranych meczach z Galicjanką Poprad Stary Sącz, MKS zajął 7. miejsce.
Obecnie trenerem drużyny seniorów jest Tomasz Rupik, dawny siatkarz MKS